# Équipe cycliste Real
L'équipe cycliste Real est une équipe cycliste brésilienne créée en 2012 et ayant le statut d'équipe continentale. Elle a remporté l'UCI America Tour 2012. Cependant, l'équipe est dissoute par la suite parce qu'il n'était pas possible d'obtenir suffisamment d'argent de sponsor pour poursuivre ses opérations.

## Résultats et classements

### Principales victoires
Ce tableau liste les victoires majeures de l'équipe.
| Date | Course | Pays | Vainqueur |
| ---- | ------ | ---- | --------- |

## Classements UCI
L'équipe participe aux circuits continentaux et principalement à des épreuves de l'UCI America Tour. Les tableaux ci-dessous présentent les classements de l'équipe sur les différents circuits, ainsi que son meilleur coureur au classement individuel.
UCI America Tour
| Saison | Classement par équipes | Meilleur coureur au classement individuel |
| ------ | ---------------------- | ----------------------------------------- |
| 2012   | 1re                    | Edgardo Simón (5e)                        |

### Championnats nationaux
- Championnat du Brésil sur route : 1

Contre-la-montre : 2012 (Luis Tavares Amorim)

## Real en 2012

### Effectif
| Cycliste                | Date de naissance | Nationalité | Équipe 2011                             |
| ----------------------- | ----------------- | ----------- | --------------------------------------- |
| Francisco Chamorro      | 08.07.1981        | Argentine   | Ex-pro (Scott-Marcondes en 2010)        |
| Alex Diniz              | 20.10.1985        | Brésil      | Ex-pro (Scott-Marcondes en 2010)        |
| Matheus Grandino        | 24.10.1993        | Brésil      |                                         |
| Alan Maniezzo           | 02.09.1984        | Brésil      |                                         |
| Felipe Martins          | 30.07.1990        | Brésil      |                                         |
| Adriano Martins         | 22.01.1980        | Brésil      |                                         |
| José Eriberto Rodrigues | 15.04.1984        | Brésil      | Ex-pro (Funvic-Pindamonhangaba en 2010) |
| Marcelo Moser           | 01.09.1977        | Brésil      | Ex-pro (Funvic-Pindamonhangaba en 2010) |
| Henrique Palladino      | 17.04.1993        | Brésil      |                                         |
| Jadson Prucencio        | 03.02.1992        | Brésil      |                                         |
| Walter Ribeiro          | 24.04.1984        | Brésil      |                                         |
| Guilherme Santos        | 13.01.1992        | Brésil      |                                         |
| Hugo Shigematsu         | 08.12.1992        | Brésil      |                                         |
| Kléber Ramos            | 24.08.1985        | Brésil      | Ex-pro (Funvic-Pindamonhangaba en 2010) |
| Edgardo Simón           | 16.12.1974        | Argentine   | Ex-pro (Funvic-Pindamonhangaba en 2010) |
| Luis Tavares Amorim     | 27.08.1977        | Brésil      | Ex-pro (Scott-Marcondes en 2010)        |

### Victoires
| Date       | Course                                    | Pays    | Classe | Vainqueur           |
| ---------- | ----------------------------------------- | ------- | ------ | ------------------- |
| 23/02/2012 | 3e étape de la Rutas de América           | Uruguay | 2.2    | Francisco Chamorro  |
| 24/02/2012 | 4ea étape de la Rutas de América          | Uruguay | 2.2    | Francisco Chamorro  |
| 25/02/2012 | 5e étape de la Rutas de América           | Uruguay | 2.2    | Kléber Ramos        |
| 31/03/2012 | 2e étape du Tour d'Uruguay                | Uruguay | 2.2    | Edgardo Simón       |
| 23/06/2012 | Championnat du Brésil du contre-la-montre | Brésil  | CN     | Luis Tavares Amorim |
| 29/08/2012 | 1re étape du Tour de Rio                  | Brésil  | 2.2    | Edgardo Simón       |
| 30/08/2012 | 2e étape du Tour de Rio                   | Brésil  | 2.2    | Edgardo Simón       |
| 31/08/2012 | 3e étape du Tour de Rio                   | Brésil  | 2.2    | Kléber Ramos        |
| 02/09/2012 | Classement général du Tour de Rio         | Brésil  | 2.2    | Kléber Ramos        |

## Saisons précédentes
|  |